# Tadeusz Parpan
Tadeusz Piotr Parpan (ur. 16 listopada 1919 w Krakowie, zm. 21 kwietnia 1990 tamże) – polski piłkarz, środkowy pomocnik, 20-krotny reprezentant Polski (1947–50). Zawodnik Łagiewianki Kraków, Cracovii, i Garbarni Kraków. Mistrz Polski (z Cracovią 1948). W latach 60. kierownik sekcji piłki nożnej.

## Życiorys

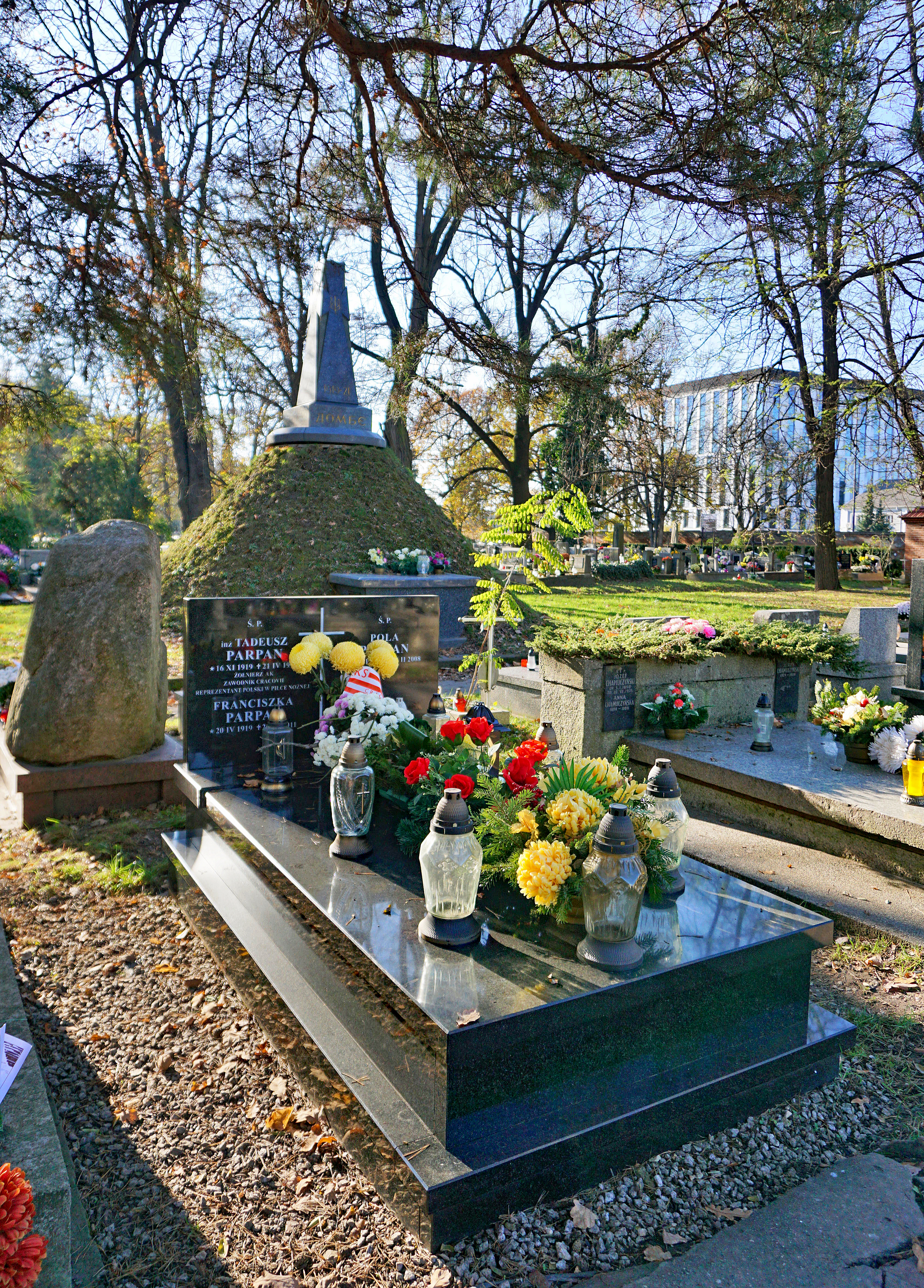
Grób Tadeusza Parpana na cmentarzu Rakowickim

Urodził się 16 listopada 1919 w Krakowie. Pochodził z typowo piłkarskiej rodziny, z Łagiewnik. Ojciec, Piotr, współorganizował Klub Sportowy Łagiewianka, synowie Tadeusz i Leopold uganiali się za piłką na łagiewnickich łąkach. Podczas okupacji hitlerowskiej peryferyjne Łagiewniki stały się doskonałym miejscem do rozgrywania meczów piłkarskich. W roku 1943 K.S. Łagiewianka zorganizowała turniej na swoim boisku, z okazji 15-lecia klubu, na którym wystąpiły najsilniejsze piłkarskie drużyny Krakowa: Cracovia, Garbarnia i Wisła. Piłkarze z Łagiewnik nie ulękli się magii wielkich nazwisk, przegrywając honorowo po wyrównanej grze z Wisłą 0:3 i Garbarnią 0:2. W meczach tych w składzie Łagiewianki widnieją nazwiska Parpan I (Tadeusz) oraz Parpan II (Leopold). Potyczki w Łagiewnikach obserwowali ludzie Cracovii, przedwojenny środkowy napastnik, reprezentant Polski i kapitan związkowy PZPN Józef Kałuża, łowca talentów, trener i działacz Ignacy Książek oraz Józef Wilk.
Talent Tadeusza został dostrzeżony i wkrótce założył on pasiastą koszulkę Cracovii, brat Leopold przeszedł za miedzę i występował z powodzeniem na skrzydle w Garbarni. Losy piłkarskiej kariery Tadeusza Parpana i rozkwit talentu nabrały właściwych rozmiarów. Jako zawodnik biało-czerwonych, współtworzył wielką piłkarską Cracovię drugiej połowy lat czterdziestych. Występując na pozycji środkowego pomocnika (w późniejszym systemie gry WM była to rola stopera) obok tej miary graczy, jak bracia Edward i Marian Jabłońscy, Eugeniusz i Stanisław Różankowscy, czy Władysław Gędłek. Zaowocowało to wywalczeniem przez pasiaków tytułu mistrza Polski w roku 1948 oraz wicemistrzostwa rok później.
Klasa Tadeusza Parpana była bezsporna, w reprezentacyjnej koszulce z białym orłem na piersiach bronił barw narodowych w latach 1947–50 w dwudziestu meczach, strzelając jedną bramkę należy pamiętać, że reprezentacja Polski w tym czasie nie rozgrywała tak dużej liczby meczów, jak to ma miejsce obecnie. Był piłkarzem szanowanym na boisku i poza nim, o dużym autorytecie. Już po czterech meczach w reprezentacji przyjął opaskę kapitańską. Powojenna Cracovia miała odpowiednią renomę, co powodowało rozliczne kontakty z czołowymi drużynami europejskimi, jak Slavia Praga, IFK Norrköping, Partizan Belgrad, Kispest Budapeszt. Występy w reprezentacji Polski oraz w meczach międzynarodowych stwarzały możliwość pokazania swoich umiejętności w Europie. Rewelacyjna gra Tadeusza Parpana spodobała się specom piłkarskim. Efektem dobrej gry było powołanie na mecz Europa - Wielka Brytania, w którym jednak nie wystąpił, z przyczyn politycznych. Wielkolud z Cracovii, jak go nazywano, miał 186 cm wzrostu i ponad 8O kg wagi. Wyróżniał się doskonałym przeglądem pola i znakomitą grą głową, operował piłką z obu nóg. Kibice mówili o nim, że tak dobrze czyścił przedpole bramki Cracovii, że bramkarze pozostawali bezrobotni. 

Tadeusz Parpan rozegrał w barwach Cracovii 229 meczów, występując w pasiakach do roku 1950. W rok później, w wieku 32 lat, zakończył karierę w Garbarni, gdzie występował na boisku wspólnie z bratem. Był przykładem sportowca, który godnie znalazł swoje miejsce w życiu. Z wykształcenia inżynier, pracował na Politechnice Krakowskiej, Związany z Cracovią na dobre i złe, w latach 60. zajmował stanowisko kierownika sekcji piłki nożnej. Zmarł w Krakowie 21 kwietnia 1990 roku. Pochowany na cmentarzu Rakowickim w Krakowie (pas 33a-płn.-13). 